# Ґронди-Можджене
Ґронди-Можджене (пол. Grądy-Możdżenie) — село в Польщі, у гміні Грабово Кольненського повіту Підляського воєводства.
Населення — 46 осіб (2011).
У 1975-1998 роках село належало до Ломжинського воєводства.

## Демографія
Демографічна структура станом на 31 березня 2011 року:
|          | Загалом | Допрацездатний вік | Працездатний вік | Постпрацездатний вік |
| -------- | ------- | ------------------ | ---------------- | -------------------- |
| Чоловіки | 23      | 6                  | 13               | 4                    |
| Жінки    | 23      | 2                  | 15               | 6                    |
| Разом    | 46      | 8                  | 28               | 10                   |